# Aleksander Kaczuk-Jagielnik
Aleksander Kaczuk-Jagielnik (ur. 19 czerwca 1998 w Gorzowie Wielkopolskim) – polski baryton, laureat polskich i międzynarodowych konkursów wokalnych. Występował m.in. w Teatrze Wielkim – Operze Narodowej, Filharmonii Narodowej, Welsh National Opera, Scottish Opera oraz Wigmore Hall.

## Życiorys
Aleksander Kaczuk-Jagielnik urodził się 19 czerwca 1998 roku w Gorzowie Wielkopolskim. Pochodzi z artystycznej rodziny – jest synem fotografa Piotra Jagielnika i malarki Agaty Kaczuk-Jagielnik. Naukę śpiewu rozpoczął w Szkole Muzycznej I i II stopnia w Gorzowie Wielkopolskim pod kierunkiem dr Beaty Gramzy. W latach 2017–2021 studiował na Wydziale Wokalnym Akademii Muzycznej im. Karola Lipińskiego we Wrocławiu w klasie prof. Bogdana Makala, gdzie uzyskał tytuł licencjata. W 2021 roku rozpoczął studia magisterskie na tej samej uczelni.
W sezonie artystycznym 2022/2023 był uczestnikiem Programu Kształcenia Młodych Talentów – Akademia Operowa w Teatrze Wielkim – Operze Narodowej w Warszawie. W sezonach 2023/2024 i 2024/2025 został wybrany jako Młody Artysta programu Global Talent w National Opera Studio w Londynie.

### Kariera
Aleksander Kaczuk-Jagielnik współpracował m.in. z Teatrem Wielkim – Operą Narodową, Filharmonią Narodową, Filharmonią Gorzowską, Filharmonią Zielonogórską, Filharmonią Sudecką. Podczas udziału w National Opera Studio z Welsh National Opera, Scottish Opera, Opera North w Wielkiej Brytanii oraz Wigmore Hall w Londynie.

### Działalność społeczna
Poza działalnością artystyczną Aleksander Kaczuk-Jagielnik angażuje się w rozwój oraz promowanie kultury. Od 2020 roku aktywnie działał jako grupa nieformalna AKJ w 2023 roku założył AKJ Foundation, której celem jest promocja szeroko pojętej sztuki, a w szczególności muzyki klasycznej i operowej w Polsce i za granicą oraz wsparcie dla młodych muzyków. Współpracując z młodymi artystami, takimi jak Paweł Popko, Michał Skowronek czy Bartłomiej Malarz, stworzył takie projekty jak: CHOPINstorie, Muzyka Polska na Głos i Fortepian oraz recital Italian Arias.

## Osiągnięcia i nagrody
Aleksander Kaczuk-Jagielnik zdobył m.in.:
- III miejsce – International Danubia Singing Competition (Budapeszt, 2022)
- III miejsce – VII Międzynarodowy Konkurs Muzyków-Wykonawców „Wykonawcy XXI w.” (Moskwa, 2021)
- I miejsce – V Ogólnopolski Konkurs Wokalny im. Profesor Haliny Słonickiej (Suwałki)
- II miejsce – XI Ogólnopolski Konkurs Wokalny im. Ludomira Różyckiego (Gliwice)
- Stypendium artystyczne Prezydenta Miasta Gorzowa Wielkopolskiego (trzykrotnie)
- Stypendium artystyczne Prezydenta Miasta Wrocławia